# مارینوس یکم
پاپ مارینوس یکم (به انگلیسی: Marinus I) یکی از پاپ‌های کلیسای کاتولیک رم بود که از ۸۸۲ تا ۸۸۴ میلادی پاپ بود.